# Подсрнетица (Петровац)
Подсрнетица је насељено мјесто у општини Петровац, Република Српска, БиХ. Према попису становништва из 1991. у насељу је живјело 131 становника.

## Становништво
| Националност       | 1991. | 1981. | 1971. | 1961. |
| Срби               | 131   | 69    | 213   | 227   |
| Југословени        |       | 65    |       |       |
| остали и непознато |       |       | 1     |       |
| Укупно             | 131   | 139   | 214   | 227   |

| Демографија | Демографија | Демографија |
| Година      | Становника  | Становника  |
| ----------- | ----------- | ----------- |
| 1948.       | 261         |             |
| 1953.       | 236         |             |
| 1961.       | 227         |             |
| 1971.       | 214         |             |
| 1981.       | 139         |             |
| 1991.       | 131         |             |

## Знамените личности
- Триво Латиновић Гароња, народни херој Југославије.